# Зерба
Зерба (нім. Serba) — громада в Німеччині, розташована в землі Тюрингія. Входить до складу району Заале-Гольцланд. Складова частина об'єднання громад Бад-Клостерлаусніц.
Площа — 7,07 км2. Населення становить 699 ос. (станом на 31 грудня 2021).

## Галерея

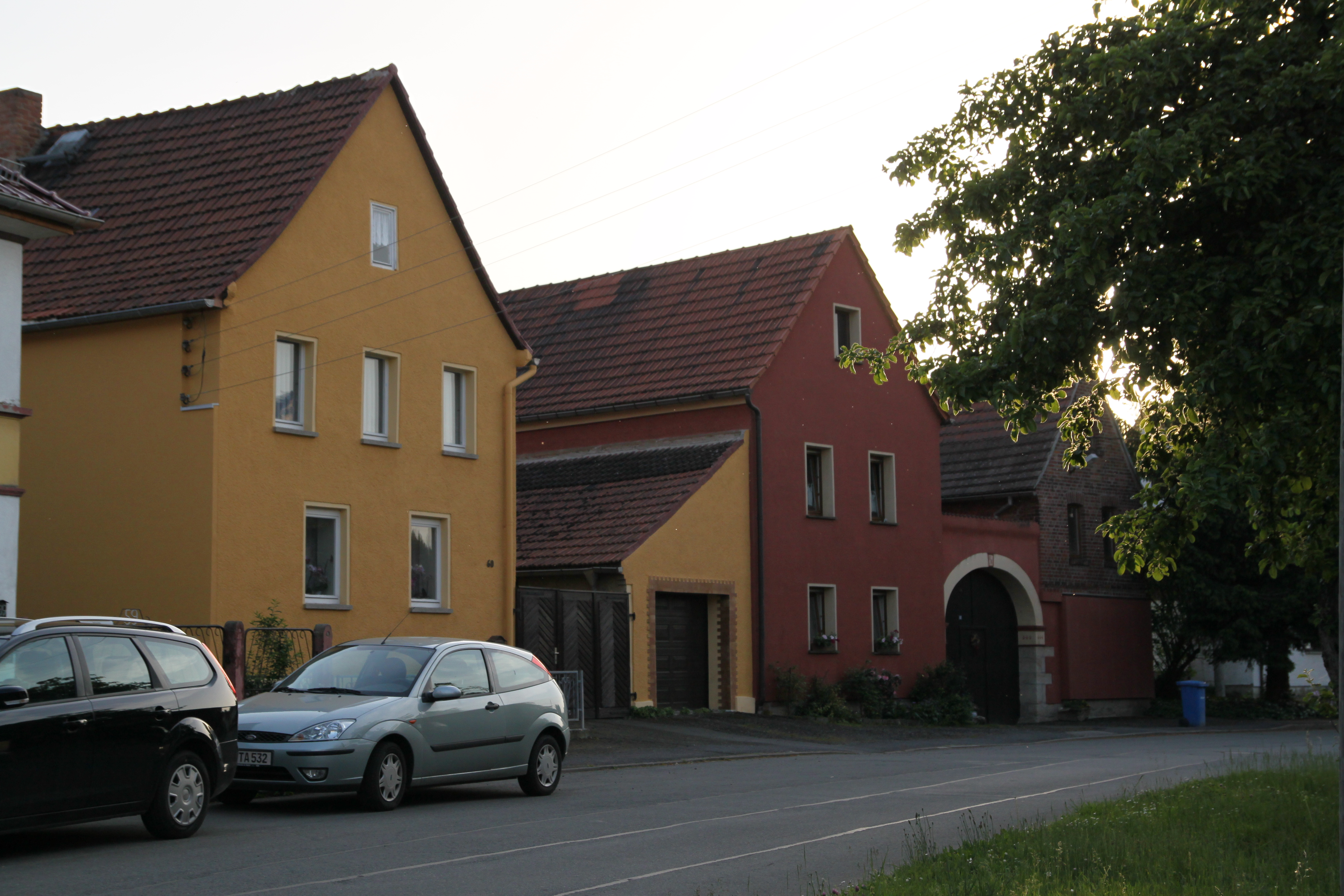
links
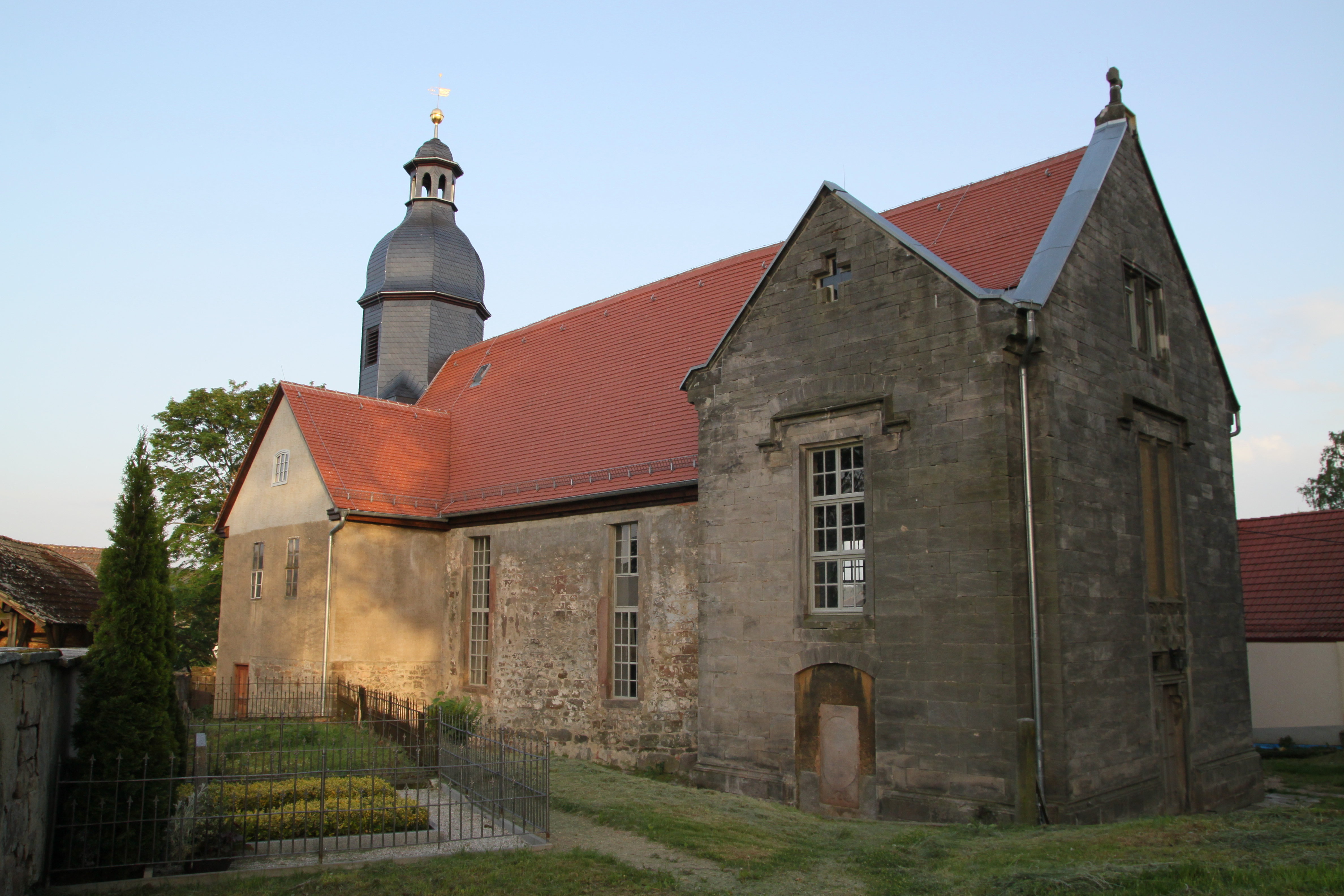
links